# Roman Houska
Roman Houska (18. ledna 1962 – 18. listopadu 2013 Chomutov) byl český podnikatel a politik, člen České strany sociálně demokratické (ČSSD).

## Život
Houska vyrůstal na sídlišti Horní Ves v Chomutově, vyučil se kuchařem v Údlicích. Podnikat začal na počátku 90. let 20. století, ke sklonku tisíciletí vstoupil do politiky. Postupně se stal jedním z nejvlivnějším severočeským politikům ČSSD, oponoval křídlu vedenému severočeským předsedou Petrem Bendou. Figuroval v množství různých kauz, v 90. letech např. vyhrožoval podnikatelům, kteří se účastnili stejných dražeb jako on. V roce 2003 přejel autem nohu policistovi, který mu chtěl udělit pokutu za nesprávné parkování. Roman Houska byl vznětlivý a konfliktní, chodil neustále ozbrojen. 
Byl místopředsedou okresního výkonného výboru ČSSD v Chomutově a členem krajského výkonného výboru ČSSD Ústeckého kraje.
Jeho partnerkou byla Jana Vaňhová, hejtmanka Ústeckého kraje.
V listopadu 2013 byl zavražděn před svou chomutovskou vilou v ulici Kamenný vrch.